# Witbandtroepiaal
De witbandtroepiaal (Icterus maculialatus) is een zangvogel uit de familie Icteridae (troepialen).

## Verspreiding en leefgebied
Deze soort komt voor van zuidelijk Mexico tot El Salvador.